# Tanghe
Tanghe  (en chino, 唐河; pinyin, Táng·Hé; Wade-Giles, t'ang ho) es un condado  bajo la administración directa de la Prefectura Nanyang en la Provincia de Henan, República Popular China.  Su área es de 2497 km² y su población total para 2020 superó el millón habitantes. 

## Administración
A julio de 2025, el  Condado Tanghe  se divide en 23 pueblos  administrados en 4 subdistritos,  14 poblados y 5 villas.

## Toponimia
El topónimo Tanghe [/tang-Jə/]  significa "río Tang". En 1914, para evitar confusiones con otro condado, se renombró como Biyuan (沘源县 la fuente del [río] Bi). En 1923, adoptó el nombre Tanghe, derivado del río que baña la región. Textos antiguos como los Comentario sobre los Clásicos del Agua (水经注) menciona que el río Bi (沘水) fluye desde el este hacia el oeste donde se convierte en el Tang.